# Final de la Copa del Rey de fútbol 2011-12
La Final de la Copa del Rey de fútbol 2011-12 fue la 108.ª edición del torneo desde su establecimiento. El partido lo disputaron el Athletic Club y el Fútbol Club Barcelona el día 25 de mayo de 2012 en el Estadio Vicente Calderón de Madrid.
Al estar el FC Barcelona ya clasificado para la Liga de Campeones 2012-13, al terminar subcampeón del Campeonato Nacional de Liga, el Athletic Club obtuvo el beneficio de una clasificación directa para la Liga Europea 2012-13. El partido finalizó con un 0–3 favorable al conjunto azulgrana, que se alzó con su 26.º título copero.

## Camino a la final
| Athletic Club | Athletic Club | Athletic Club            | Round            | F. C. Barcelona | F. C. Barcelona | F. C. Barcelona          |
| ------------- | ------------- | ------------------------ | ---------------- | --------------- | --------------- | ------------------------ |
| Oponente      | Resultado     | Global                   |                  | Oponente        | Resultado       | Global                   |
| Real Oviedo   | 2-0           | 1-0 visitante; 1-0 local | Dieciseisavos    | Hospitalet      | 10-0            | 1–0 visitante; 9-0 local |
| Mallorca      | 3-0           | 2–0 local; 1–0 visitante | Octavos de final | Osasuna         | 6-1             | 4-0 local; 1-2 visitante |
| Albacete      | 4-0           | 0–0 visitante; 4-0 local | Cuartos de final | Real Madrid     | 4–3             | 2-1 visitante; 2–2 local |
| Mirandés      | 8–3           | 2-1 visitante; 6–2 local | Semifinal        | Valencia        | 3–1             | 1–1 visitante; 2–0 local |

## Partido
El partido tuvo al Barcelona como dominador claro. A los 3 minutos de juego, el conjunto catalán se adelantó en el marcador con un gol de Pedro, que aprovechó un mal despeje de la defensa del Athletic tras un tiro de esquina. El equipo "azulgrana" siguió gozando de las mejores ocasiones del encuentro, mientras que el Athletic Club intentó aprovechar sin éxito las pérdidas de balón de su rival para salir al contraataque. En el minuto 20' de juego Lionel Messi marcó el segundo gol, tras recibir el balón a pase de Andrés Iniesta. Tan solo cinco minutos después, Pedro vuelve a anotar tras una asistencia de Xavi y sentencia el partido con el 0-3 en el marcador antes de la primera media hora jugada.
En la segunda mitad el marcador permaneció inmóvil. Las ocasiones continuaban siendo generadas por el Barcelona, aunque el Athletic gozó de más oportunidades que en la primera parte. El partido finalizó con un 3-0 favorable al conjunto azulgrana, que conseguía su 26.º título de Copa.

### Detalles del partido
| 1          | POR        | Gorka Iraizoz       |     |
| 15         | DEF        | Andoni Iraola       |     |
| 23         | DEF        | Borja Ekiza         |     |
| 5          | DEF        | Fernando Amorebieta |     |
| 3          | DEF        | Jon Aurtenetxe      |     |
| 24         | MED        | Javi Martínez       |     |
| 10         | MED        | Óscar de Marcos     | 46' |
| 14         | MED        | Markel Susaeta      | 46' |
| 19         | MED        | Iker Muniain        |     |
| 28         | MED        | Ibai Gómez          |     |
| 9          | DEL        | Fernando Llorente   | 73' |
| Entrenador | Entrenador | Marcelo Bielsa      |     |

| 13         | POR        | José Manuel Pinto |     |
| 35         | DEF        | Martín Montoya    |     |
| 3          | DEF        | Gerard Piqué      |     |
| 14         | DEF        | Javier Mascherano |     |
| 21         | DEF        | Adriano Correia   |     |
| 6          | MED        | Xavi Hernández    | 81' |
| 16         | MED        | Sergio Busquets   |     |
| 8          | MED        | Andrés Iniesta    |     |
| 9          | DEL        | Alexis Sánchez    | 72' |
| 10         | DEL        | Lionel Messi      |     |
| 17         | DEL        | Pedro Rodríguez   | 86' |
| Entrenador | Entrenador | Pep Guardiola     |     |

| 21 | MED | Ander Herrera  | 46' |
| 17 | MED | Iñigo Pérez    | 46' |
| 2  | DEL | Gaizka Toquero | 73' |

| 15 | MED | Seydou Keita     | 72' |
| 4  | MED | Cesc Fàbregas    | 81' |
| 11 | MED | Thiago Alcántara | 86' |

| Anotado | 3'  | Pedro Rodríguez | 0-1 |
| Anotado | 20' | Lionel Messi    | 0-2 |
| Anotado | 25' | Pedro Rodríguez | 0-3 |

| Amonestado | 40' | Markel Susaeta |
| Amonestado | 43' | Andoni Iraola  |

| Amonestado | 66' | Xavi Hernández |
| Amonestado | 71' | Andrés Iniesta |

| Árbitro:             | David Fernández Borbalán   |
| Árbitros asistentes: | Raúl Cabañero Martínez     |
| Árbitros asistentes: | Jesús Calvo Guadamuro      |
| Cuarto árbitro:      | Antonio Miguel Mateu Lahoz |
| Reporte              |                            |

| 1          | POR        | Gorka Iraizoz       |     |
| 15         | DEF        | Andoni Iraola       |     |
| 23         | DEF        | Borja Ekiza         |     |
| 5          | DEF        | Fernando Amorebieta |     |
| 3          | DEF        | Jon Aurtenetxe      |     |
| 24         | MED        | Javi Martínez       |     |
| 10         | MED        | Óscar de Marcos     | 46' |
| 14         | MED        | Markel Susaeta      | 46' |
| 19         | MED        | Iker Muniain        |     |
| 28         | MED        | Ibai Gómez          |     |
| 9          | DEL        | Fernando Llorente   | 73' |
| Entrenador | Entrenador | Marcelo Bielsa      |     |

| 13         | POR        | José Manuel Pinto |     |
| 35         | DEF        | Martín Montoya    |     |
| 3          | DEF        | Gerard Piqué      |     |
| 14         | DEF        | Javier Mascherano |     |
| 21         | DEF        | Adriano Correia   |     |
| 6          | MED        | Xavi Hernández    | 81' |
| 16         | MED        | Sergio Busquets   |     |
| 8          | MED        | Andrés Iniesta    |     |
| 9          | DEL        | Alexis Sánchez    | 72' |
| 10         | DEL        | Lionel Messi      |     |
| 17         | DEL        | Pedro Rodríguez   | 86' |
| Entrenador | Entrenador | Pep Guardiola     |     |

| 21 | MED | Ander Herrera  | 46' |
| 17 | MED | Iñigo Pérez    | 46' |
| 2  | DEL | Gaizka Toquero | 73' |

| 15 | MED | Seydou Keita     | 72' |
| 4  | MED | Cesc Fàbregas    | 81' |
| 11 | MED | Thiago Alcántara | 86' |

| Anotado | 3'  | Pedro Rodríguez | 0-1 |
| Anotado | 20' | Lionel Messi    | 0-2 |
| Anotado | 25' | Pedro Rodríguez | 0-3 |

| Amonestado | 40' | Markel Susaeta |
| Amonestado | 43' | Andoni Iraola  |

| Amonestado | 66' | Xavi Hernández |
| Amonestado | 71' | Andrés Iniesta |

| Árbitro:             | David Fernández Borbalán   |
| Árbitros asistentes: | Raúl Cabañero Martínez     |
| Árbitros asistentes: | Jesús Calvo Guadamuro      |
| Cuarto árbitro:      | Antonio Miguel Mateu Lahoz |
| Reporte              |                            |

|              |
|              |
| Campeón      |
| FC Barcelona |
| 26.º título  |